# Hot (태양의 음반)
Hot(한국어: 핫)는 대한민국의 음악 그룹 빅뱅의 태양의 첫 번째 솔로 음반이자 첫 EP 음반이다. 이 음반은 대중들과 음악평론가들에 좋은 평가를 받아, 2009년 제6회 한국대중음악상 최우수 알앤비&소울 앨범상(Hot)과 최우수 알앤비&소울 노래상(나만 바라봐)을 수상하였다. 태양은 "아이돌 그룹"의 멤버로서는 첫 수상을 하는 쾌거를 이뤘다. 이 음반의 타이틀 곡 〈나만 바라봐〉와 〈기도〉의 뮤직 비디오가 제작 되었다. 수록 곡 〈Make Love〉는 빅뱅의 일본 앨범 《NUMBER 1》에 수록 되었다. 그룹의 멤버 G-Dragon이 새롭게 부른 랩 버전의 〈나만 바라봐 Part 2 〉가 디지털 싱글로 발매되기도 했다. 이 음반은 소리바다와 대중음악 웹진 100비트를 비롯한 음악 전문가들이 함께 진행한 '2000년대 베스트 앨범 100' 국내 부문에서 79위로 이름을 올렸다. 김학선 대중음악 평론가는 저서 K-POP 세계를 홀리다에서 2000년대 명반 20장을 소개하며 《Hot》을 17위로 꼽았다.

## 트랙 리스트
| #             | 제목                       | 작사          | 작곡                                              | 편곡                  | 재생 시간 |
| ------------- | -------------------------- | ------------- | ------------------------------------------------- | --------------------- | --------- |
| 1.            | 〈Intro - Hot〉            | G-Dragon      | G-Dragon, 용감한 형제                             | 용감한 형제           | 1:29      |
| 2.            | 〈기도〉 (Feat. Teddy)     | Teddy         | Teddy, Kush, David Hallyday, Lisa Catherine Cohen | Teddy, Kush           | 3:40      |
| 3.            | 〈나만 바라봐〉            | Teddy         | Teddy, Kush                                       | Teddy                 | 4:00      |
| 4.            | 〈죄인〉                   | 양현석        | Gabe Lopez                                        | Rebel, JV, Gabe Lopez | 3:13      |
| 5.            | 〈Baby I'm Sorry〉         | G-Dragon      | 전승우                                            | 전승우                | 4:06      |
| 6.            | 〈Make Love〉 (Feat. Kush) | Kush          | Kush                                              | Kush                  | 3:24      |
| 총 재생 시간: | 총 재생 시간:              | 총 재생 시간: | 총 재생 시간:                                     | 총 재생 시간:         | 19:55     |

## 시상식
| 년도 | 시상식               | 부분                    | 작품            | 결과 |
| ---- | -------------------- | ----------------------- | --------------- | ---- |
| 2009 | 제6회 한국대중음악상 | 최우수 알앤비&소울 음반 | 《Hot》         | 수상 |
| 2009 | 제6회 한국대중음악상 | 최우수 알앤비&소울 노래 | 〈나만 바라봐〉 | 수상 |